# Provincia de Shimōsa
La provincia de Shimousa (o Shimōsa) (下総国 Shimōsa no Kuni) fue una provincia japonesa que en la actualidad correspondería con partes de las prefecturas de Chiba e Ibaraki. La provincia estaba localizada en la parte norte de la península de Bōsō. Su nombre abreviado fue  Sōshū (総州) o Hokusō (北総). La provincia bordeaba con la provincia de Kazusa al sur, el océano Pacífico al este, las provincias de Musashi y Kōzuke al oeste y las provincias de Hitachi y Shimotsuke al norte.  
Shimōsa fue una de las provincias de Tōkaidō. Bajo el sistema de clasificación Engishiki, Shimōsa era considerada como un "gran país" (大国) en términos de importancia y un "país lejano" (遠国) en términos de distancia a la capital.

## Historia
Shimōsa fue originalmente parte de un territorio mayor llamado provincia de Fusa (総国, Fusa-no-kuni), la cual se dividió en dos durante el reinado del Emperador Kōtoku en Kazusa (Fusa Alta) y Shimōsa (Fusa Baja). La provincia de Fusa era muy conocida en la corte imperial del periodo Nara por sus tierras fértiles.
En 1871-1873 con la abolición del sistema Han, la mayor parte de la provincia de Shimōsa pasó a ser de la prefectura de Chiba, cuatro distritos pasaron a ser de la prefectura de Ibaraki y la porción al oeste del río Edogawa pasó a ser de la prefectura de Saitama.